# Nomenclatura Hantzsch-Widman
Sistemul de nomenclatură Hantzsch-Widman este un sistem de nomenclatură chimică utilizat pentru denumirea compușilor heterociclici care conțin nuclee formate din maximum zece atomi. Unii compuși heterociclici au denumiri consacrate, folosite mai des decât denumirile conforme cu nomenclatura Hantzsch-Widman.
Nomenclatura Hantzsch-Widman a fost denumită astfel după chimistul german Arthur Hantzsch și chimistul suedez Oskar Widman, care au propus în mod independent metode similare de denumire sistematică a compușilor heterociclici, în anii 1887 și respectiv 1888. Acest sistem este folosit pentru denumirea multor compuși, printre care se numără și dioxina și benzodiazepinele.

## Prefixe
Prefixele folosite în sistemul Hantzsch–Widman indică natura heteroatomului sau heteroatomilor prezenți în heterociclu. Există și o serie a priorității acestora: dacă există mai mult de un tip de heteroatom în ciclu, atunci prefixul prioritar apare primul în denumire, înaintea celuilalt prefix. De exemplu, oxa (prefixul pentru oxigen) apare mereu înainte de aza (pentru azot) într-o denumire. Ordinea de prioritate este aceeași cu aceea utilizată în nomenclatura de substituție, însă nomenclatura Hantzsch-Widman este recomandată doar pentru un set restrâns de heteroatomi.
| Element | Simbol | Prefix |  | Element  | Simbol | Prefix  |
| ------- | ------ | ------ |  | -------- | ------ | ------- |
| Fluor   | F      | fluora |  | Arsen    | As     | arsa    |
| Clor    | Cl     | clora  |  | Stibiu   | Sb     | stiba   |
| Brom    | Br     | broma  |  | Bismut   | Bi     | bisma   |
| Iod     | I      | ioda   |  | Siliciu  | Si     | sila    |
| Oxigen  | O      | oxa    |  | Germaniu | Ge     | germa   |
| Sulf    | S      | tia    |  | Staniu   | Sn     | stana   |
| Seleniu | Se     | selena |  | Plumb    | Pb     | plumba  |
| Telur   | Te     | telura |  | Bor      | B      | bora    |
| Azot    | N      | aza    |  | Mercur   | Hg     | mercura |
| Fosfor  | P      | fosfa  |  | Taliu    | Tl     | tala    |

## Rădăcini
| Mărimea ciclului | Mărimea ciclului                           | Saturat          | Nesaturat       |
| ---------------- | ------------------------------------------ | ---------------- | --------------- |
| 3                | 3                                          | -iran (-iridină) | -irenă (-irină) |
| 4                | 4                                          | -etan (-etidină) | -etă            |
| 5                | 5                                          | -olan (-olidină) | -ol             |
| 6A               | O, S, Se, Te; Bi                           | -an              | -ină            |
| 6B               | N; Si, Ge, Sn, Pb                          | -inan            | -ină            |
| 6C               | F, Cl, Br, I; P, As, Sb; B, Al, Ga, In, Tl | -inan            | -inină          |
| 7                | 7                                          | -epan            | -epină          |
| 8                | 8                                          | -ocan            | -ocină          |
| 9                | 9                                          | -onan            | -onină          |
| 10               | 10                                         | -ecan            | -ecină          |

Alegerea rădăcinii pentru denumire este adesea complicată, deoarece metoda nu a fost încă standardizată complet. Principalele criterii de alegere sunt:
- numărul total al atomilor din heterociclu, și se iau în considerare atât cei de carbon, cât și heteroatomii (altfel spus, mărimea ciclului)
- prezența oricărei legături duble
- natura heteroatomilor prezenți

În tabelul alăturat, trebuie luate în considerare și următoarele note:
- ordinea de prioritate a heteroatmilor descrește astfel:

F,  Cl,  Br,  I,  O,  S,  Se,  Te,  N,  P,  As,  Sb,  Bi,  Si,  Ge,  Sn,   Pb,  B,  Al, Ga,  In,  Tl.
- denumirile indicate în paranteză sunt rădăcinile pentru cazul în care aven un ciclu cu azot
- compusul de bază al unor sisteme de cicluri nesaturate este cel care conține numărul maxim de legături duble non-cumulate. Compușii cu un număr intermediar de duble legături vor fi denumiți ca derivați hidrogenați ai compusului de bază.

## Un singur heteroatom
Denumirile cursive sunt hotărâte de IUPAC și nu respectă nomenclatura Hantzsch-Widman
|                   | Saturați              | Saturați          | Saturați           | Nesaturați         | Nesaturați        | Nesaturați          | Nesaturați |
| Heteroatom        | Azot                  | Oxigen            | Sulf               | Azot               | Oxigen            | Sulf                |            |
| ----------------- | --------------------- | ----------------- | ------------------ | ------------------ | ----------------- | ------------------- | ---------- |
| nucleu cu 3 atomi | Aziridină             | Oxiran            | Tiiran             | Azirină            | Oxirenă           | Tiirenă             |            |
| nucleu cu 3 atomi | Structura Aziridine   | Structura Oxirane | Structura Thiirane | Structura Azirine  | Structura Oxirene | Structura Thiirene  |            |
| nucleu cu 4 atomi | Azetidină             | Oxetan            | Tietan             | Azetă              | Oxetă             | Tietă               |            |
| nucleu cu 4 atomi | Structura Acetidine   | Structura Oxetane | Structura Thietane | Structura Azete    | Structura Oxete   | Structura Thiete    |            |
| nucleu cu 5 atomi | Pirolidină            | Oxolan            | Tiolan             | Pirol              | Furan             | Tiofen              |            |
| nucleu cu 5 atomi | Structura Pyrrolidine | Structura Oxolane | Structura Thiolane | Structura Pyrrole  | Structura Furan   | Structura Thiophene |            |
| nucleu cu 6 atomi | Piperidină            | Oxan              | Tian               | Piridină           | Piran             | Tiopiran            |            |
| nucleu cu 6 atomi | Structura Piperidine  | Structura Oxane   | Structura Thiane   | Structura Pyridine | Structura Pyran   | Structura Thiopyran |            |
| nucleu cu 7 atomi | Azepan                | Oxepan            | Tiepan             | Azepină            | Oxepină           | Tiepină             |            |
| nucleu cu 7 atomi | Structura Azepane     | Structura Oxepane | Structura Thiepane | Structura Azepine  | Structura Oxepine | Structura Thiepine  |            |

## Mai mulți heteroatomi
Dacă într-un ciclu sunt prezenți mai mulți heteroatomi, atunci prefixele sunt adăugate în denumire în ordinea priorității. Astfel, denumirile individuale pentru heteroatomi se scriu consecutiv, în funcție de regulile nomenclaturii. Dacă într-un ciclu sunt prezenți mai mulți heteroatomi de același fel, atunci se pot folosit prefixele di-, tri-, tetra-, etc (de exemplu, în diazol, triazol, tetrazol). Această nomenclatură permite și denumirea compușilor ciclici care nu au atomi de carbon (de exemplu, pentazol, care nu este un compus organic, ci o hidrură de azot ciclică).

1,4,2-oxaazafosfolidină
1,3,6,4-tiadiazaborepan
Oxatiafosfiran

În același timp, există și reguli pentru numărarea heteroatomilor. Astfel, heteroatomul cu prioritatea cea mai mare va primi mereu numărul 1 în denumire. Următorii heteroatomi se denumesc astfel încât să primească pozițiile cele mai mici posibile, chiar dacă există mai multe metode de a le asocia numere:

Metode de numărare
1,2,4-triazină (corect)
1,2,5-triazină (incorect)
1,3,4-triazină (incorect)
1,4,5-triazină (incorect)